# Peucedanum turcomanicum
Peucedanum turcomanicum är en flockblommig växtart som beskrevs av Boris Konstantinovich Schischkin. Peucedanum turcomanicum ingår i släktet siljor, och familjen flockblommiga växter. Inga underarter finns listade i Catalogue of Life.